# Varennes-Changy
 Varennes-Changy  es una población y comuna francesa, situada en la región de Centro, departamento de Loiret, en el distrito de Montargis y cantón de Lorris.

## Demografía
| 887 | 922 | 1017 | 1132 | 1259 | 1227 |
| Para los censos de 1962 a 1999 la población legal corresponde a la población sin duplicidades (Fuente: INSEE [Consultar]) |     |      |      |      |      |